# Mathias Olesen
Pour les articles homonymes, voir Olesen.
Mathias Olesen, né le 21 mars 2001 à Copenhague, est un footballeur international danois-luxembourgeois qui évolue au poste de milieu de terrain au SpVgg Greuther Fürth.

## Biographie

### Carrière en club
Né à Copenhague en Danemark, Mathias Olesen déménage très tôt avec sa famille au Luxembourg, où  il commence sa formation, avant de la terminer en Allemagne, où il joue avec l'équipe première de l'Eintracht Trier puis du FC Cologne,,,.

### Carrière en sélection
En novembre 2021, Mathias Olesen est convoqué pour la première fois avec l'équipe nationale du Luxembourg. Il honore sa première sélection le 11 novembre 2021, lors d'un match des éliminatoires de la Coupe du monde contre l'Azerbaïdjan, une victoire 3-1 à l'extérieur,,.

## Vie privée
Olesen a fréquenté l'École européenne de Luxembourg II (ESL2) dans la section danoise. Il a obtenu son Baccalauréat européen en 2019. Après avoir eu 18 ans, Olesen a obtenu sa nationalité luxembourgeoise avec l'assouplissement des lois sur la citoyenneté du pays ces dernières années. Pour cette raison, il est à la fois citoyen luxembourgeois et danois.

## Statistiques
| Saison                | Club                    | Championnat                   | Championnat | Championnat | Coupe(s) nationale(s) | Coupe(s) nationale(s) | Compétition(s) continentale(s) | Compétition(s) continentale(s) | Compétition(s) continentale(s) | Total | Total |
| Saison                | Club                    | Division                      | M.          | B.          | M.                    | B.                    | Comp.                          | M.                             | B.                             | M.    | B.    |
| 2018-2019             | Eintracht Trier         | Oberliga Rheinland-Pfalz/Saar | 1           | 0           | -                     | -                     | -                              | -                              | -                              | 1     | 0     |
| Sous-total            | Sous-total              | Sous-total                    | 1           | 0           | 0                     | 0                     | -                              | 0                              | 0                              | 1     | 0     |
| 2019-2020             | FC Cologne II           | Regionalliga Ouest            | 2           | 0           | -                     | -                     | -                              | -                              | -                              | 2     | 0     |
| 2020-2021             | FC Cologne II           | Regionalliga Ouest            | 25          | 0           | -                     | -                     | -                              | -                              | -                              | 25    | 0     |
| 2021-2022             | FC Cologne II           | Regionalliga Ouest            | 27          | 4           | -                     | -                     | -                              | -                              | -                              | 27    | 4     |
| Sous-total            | Sous-total              | Sous-total                    | 54          | 4           | 0                     | 0                     | -                              | 0                              | 0                              | 54    | 4     |
| 2021-2022             | FC Cologne              | Bundesliga                    | 3           | 0           | -                     | -                     | -                              | -                              | -                              | 3     | 0     |
| 2022-2023             | FC Cologne              | Bundesliga                    | 14          | 0           | -                     | -                     | C4                             | 2                              | 0                              | 16    | 0     |
| 2023-2024             | FC Cologne              | Bundesliga                    | 6           | 0           | 1                     | 0                     | -                              | -                              | -                              | 7     | 0     |
| Sous-total            | Sous-total              | Sous-total                    | 23          | 0           | 1                     | 0                     | -                              | 2                              | 0                              | 26    | 0     |
| 2023-2024             | Yverdon-Sport FC (prêt) | Super League                  | 3           | 0           | -                     | -                     | -                              | -                              | -                              | 3     | 0     |
| Total sur la carrière | Total sur la carrière   | Total sur la carrière         | 81          | 0           | 1                     | 0                     | -                              | 2                              | 0                              | 84    | 0     |